# Condica aroana
Espèce
Synonymes
- Condica minuscula (Berio, 1977)
- Perigea aroana Bethune-Baker, 1906[1]
- Prospalta ochreata Warren, 1937[1]

Condica aroana est une espèce de papillons de la famille des Noctuidae qui se rencontre en Australie et à Bornéo.

## Systématique
L'espèce Condica aroana a été initialement créée en 1906 par George Thomas Bethune-Baker sous le protonyme de Perigea aroana.